# Jekatierina Kalinczuk
Jekatierina Iłłarionowna Kalinczuk z domu Diomina, ros. Екатерина Илларионовна Калинчук (Дёмина) (ur. 2 grudnia 1922 we wsi Żytowo, obwód tulski, zm. 13 lipca 1997 w Moskwie) – rosyjska gimnastyczka, reprezentantka ZSRR, medalistka olimpijska z Helsinek.